# Lekkoatletyka na Światowych Wojskowych Igrzyskach Sportowych 2019 – bieg na 400 m przez płotki kobiet
Bieg na 400 m przez płotki kobiet – jedna z konkurencji lekkoatletycznych rozegranych w dniu 24 października 2019 roku podczas 7. Światowych Wojskowych Igrzyskach Sportowych na kompleksie sportowym WH FRSC Stadium w Wuhanie.

## Terminarz
| Data                      | Godzina (UTC+08:00) | Wydarzenie |
| ------------------------- | ------------------- | ---------- |
| 24 października 2019(dts) | 19:05               | Finał      |

## Rekordy
Tabela prezentuje rekord świata, a także rekord Igrzysk wojskowych (CSIM) przed rozpoczęciem mistrzostw.
|                                   | Zawodnik         | Wynik | Miejsce    | Data                 |
| --------------------------------- | ---------------- | ----- | ---------- | -------------------- |
| Rekord świata                     | Dalilah Muhammad | 52,20 | Des Moines | 28 lipca 2019(dts)   |
| Rekord Igrzyska wojskowych (CSIM) | Wanja Stambołowa | 55,30 | Sofia      | 9 stycznia 2009(dts) |

## Uczestniczki
Jedno państwo mogło zgłosić maksymalnie dwie płotkarki. Do zawodów zgłoszonych zostało 7 zawodniczek reprezentujących 5 kraje. Złoty medal zdobyła Bahrajnka Aminat Jamal, srebrny Ukrainka Anna Ryżykowa, a brązowy Rosjanka. Polskę reprezentowała  Joanna Linkiewicz, która zajęła 4. miejsce. Uzyskany czas przez Aminat Jamal 55,12 s jest nowym rekordem Igrzyska wojskowych. 

## Medaliści
| Złoto                  | Srebro                  | Brąz                   |
| Aminat Jamal · Bahrajn | Anna Ryżykowa · Ukraina | Wiera Rudakowa · Rosja |

## Finał
| Pozycja | Tor | Zawodniczka        | Państwo  | Reakcja | Czas  | Uwagi |
| ------- | --- | ------------------ | -------- | ------- | ----- | ----- |
| 01 !    | 5   | Aminat Jamal       | Bahrajn  | 0,256   | 55,12 | [ 7 ] |
| 02 !    | 8   | Anna Ryżykowa      | Ukraina  | 0,184   | 55,23 |       |
| 03 !    | 2   | Wiera Rudakowa     | Rosja    | 0,218   | 55,66 |       |
| 4       | 6   | Joanna Linkiewicz  | Polska   | 0,177   | 57,15 |       |
| 5       | 7   | Walerija Andrejewa | Rosja    | 0,178   | 57,30 |       |
| 6       | 4   | Marija Mykolenko   | Ukraina  | 0,176   | 57,72 |       |
| 7       | 3   | Wanja Stambołowa   | Bułgaria | 0,213   | 62,77 |       |

Źródło: Wuhan